# Världsminne

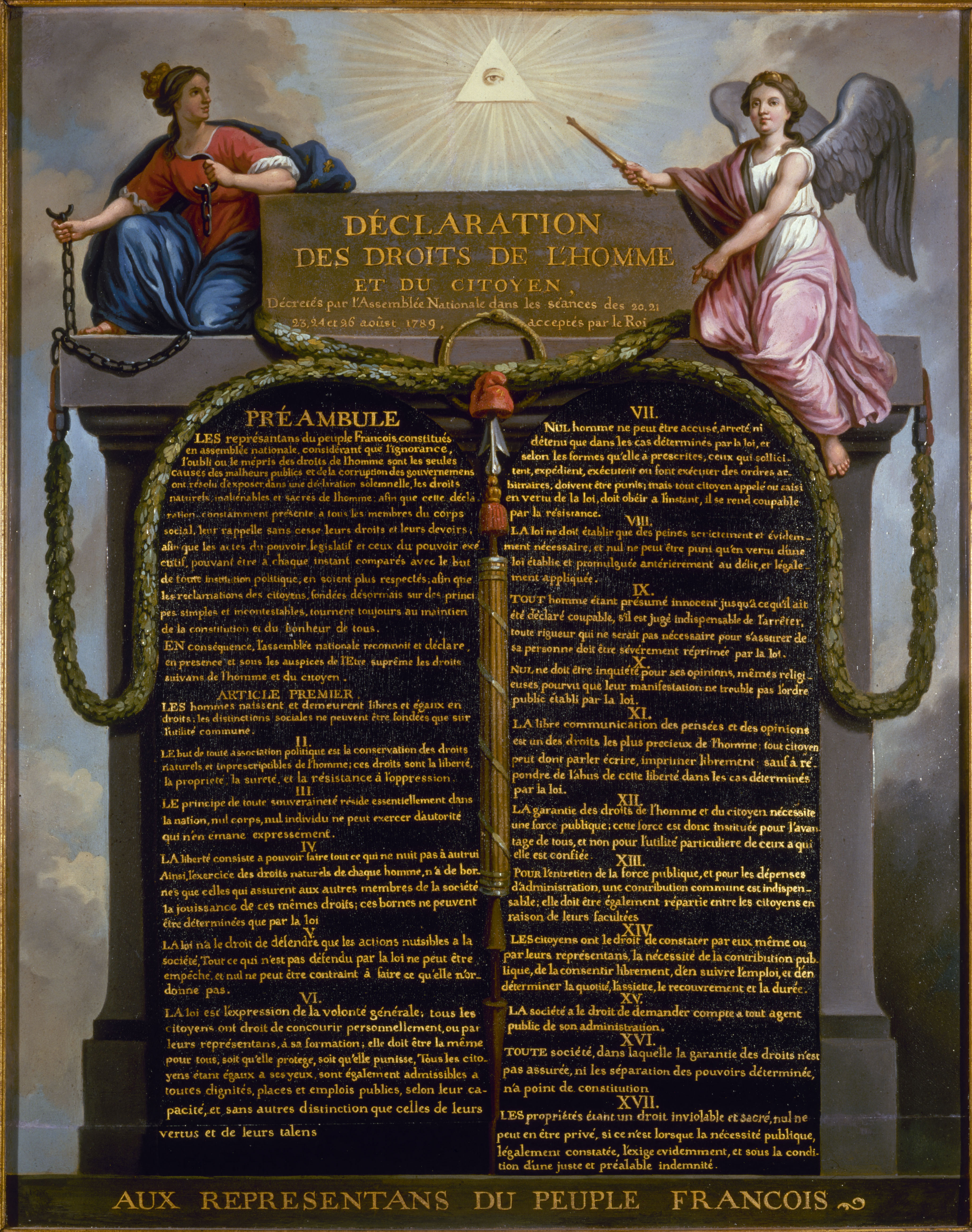
Sedan 2003 är Deklarationen om människans och medborgarens rättigheter upptagen i Unescos register över världsminnen.

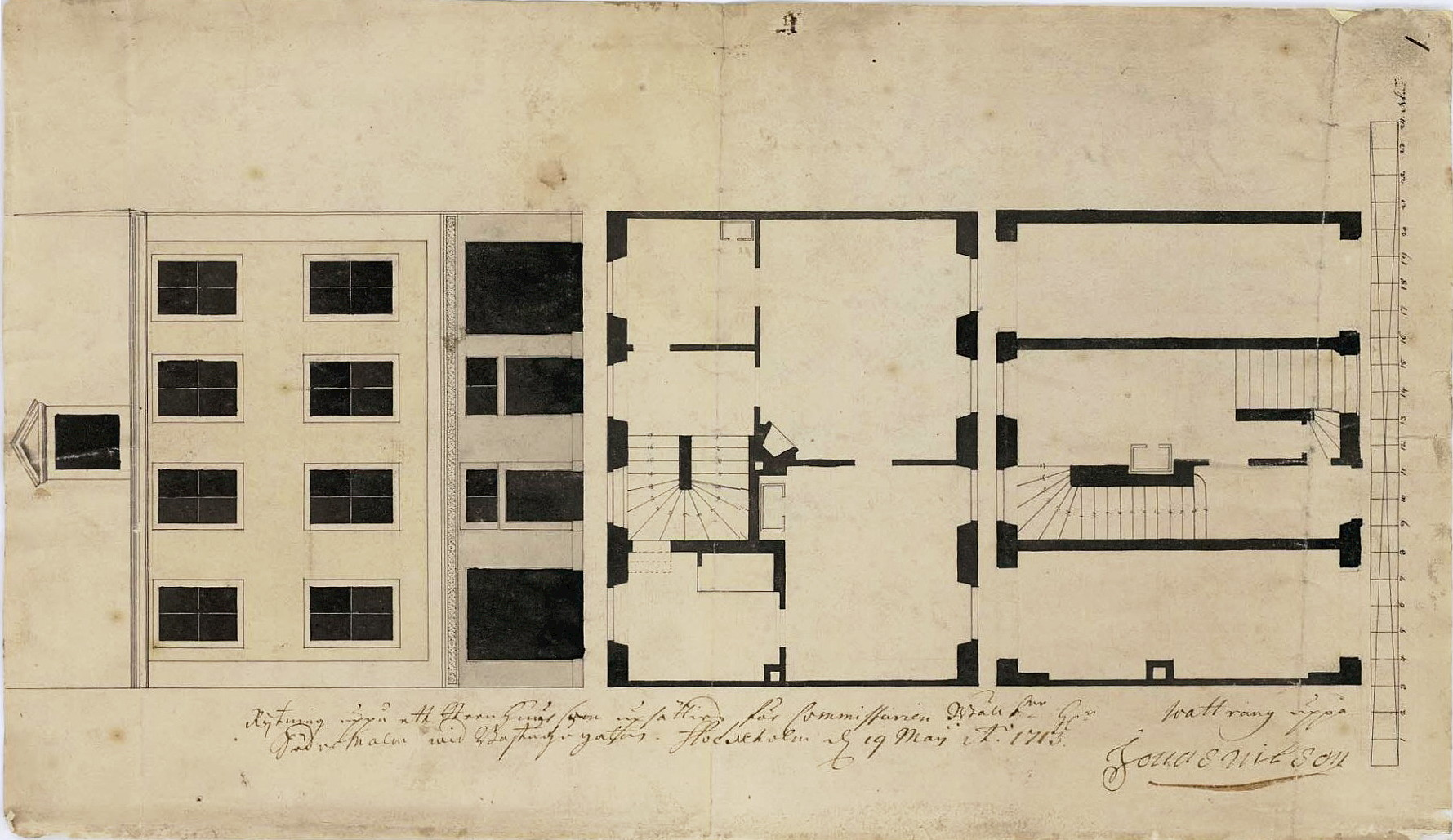
Stockholms stads äldsta bevarade bygglovsritning som ingår i världsminnet "Stockholms stads byggnadsritningar" avser ett privathus vid Bastugatan. Ritningen är daterad 19 maj 1713 och signerad Jonas Nilson.

Ett världsminne är ett dokument eller en samling i ett arkiv eller i ett bibliotek som är av ett stort värde för mänskligheten. Ett dokument kan vara all slags informationsbärare, som datafiler, foto, film, dokument på papper, och sten.

## Historik
Vid Unescos generalkonferens 1991 uttryckte ett antal medlemsstater oro över dokumentarvets status. Polen var mycket aktivt i denna fråga, eftersom landet förlorat en stor del av sina arkiv, när landgränser flyttats under 1900-talet. År 1992 startades därför programmet "Världsminnesprogrammet", vars mål är knyta arkivexperter närmare varandra, stimulera samarbete och öka beslutsfattarnas förståelse för dokumentarv, att stödja arbete med bevarande av dokument, att dokument ska göras tillgängliga digitalt och att öka medvetenheten om varför det är viktigt att bevara dokument. Världsminnesprogrammet leds av en expertkommitté. I många länder finns också nationella kommittéer. Experterna fattar beslut om vilka dokument som ska föras in i förteckningen över världsminnen, en förteckningen som speglar en mångfald språk, människor, historia och kulturer.
Vissa världsminnen är fysiskt ömtåliga och riskerar att bli förstörda för alltid, bland annat genom insektsangrepp, fukt och krig.

## Världsminnen i Sverige
- Astrid Lindgrens arkiv i Kungliga biblioteket (2005)
- Emanuel Swedenborgs arkiv i Kungliga Vetenskapsakademin (2005)
- Ingmar Bergmans arkiv på Svenska Filminstitutet (2007)
- Alfred Nobels familjearkiv vid Riksarkivet och Landsarkivet i Lund (2007)
- Stockholms stads byggnadsritningar vid Stockholms stadsarkiv (2011)
- Silverbibeln på Carolina Rediviva i Uppsala (2011) är ett världsminne.
- Dag Hammarskjölds samling på Kungliga biblioteket (2017)[1]
- Tryckfrihetsförordningen (2023)
- Ravensbrückarkivet i Lund (2025)
- Karl Tiréns samling av samisk jojk (2025)

### Föreslagna svenska ej antagna världsminnen
- Skånska Generalguvernementets arkiv i Landsarkivet i Lund
- Sveriges folkbokföringsarkiv

## Världsminnen i Finland
- Adolf Erik Nordenskiölds samling i Universitetsbiblioteket i Helsingfors (1997)
- Zacharias Topelius arkiv vid Finlands nationalbibliotek och Svenska litteratursällskapet (2017)
- Skoltsamibyn Suonjel Suenjels arkiv

## Världsminnen i Norge
- Henrik Ibsens Ett dockhem
- Roald Amundsens Sydpolsexpedition 1910–1912
- Sophus Tromholts samling
- Castbergs barnlagar 1915
- Bergens arkiv om spetälska
- Thor Heyerdahls arkiv

## Världsminnen i Danmark
- Danska Östasiatiska Kompaniets arkiv
- Arnamagnans handskiftssamling
- El Primer Nueva Coronica y Buen Gobierno
- Hans Christian Andersens arkiv
- Hamburgbibeln (Bertoldus bibel)
- Öresundstullsregistren
- Linnésamlingen
- Søren Kierkegaards arkiv